# Mistrovství České republiky v cyklokrosu 2006
Mistrovství České republiky v cyklokrosu 2006 se konalo 8. ledna 2006 v Podbořanech.
Mistrovství bylo 8. a zároveň posledním závodem sezony 2005/06 českého poháru v cyklokrosu. Závodu se zúčastnili závodníci kategorií elite a do 23 let. Okruh závodu měřil 2 200 m a závodníci ho absolvovali desetkrát. Ze 30 účastníků ho 3 nedokončili.

## Přehled
| Poř.             | Jméno           | Čas         |
| ---------------- | --------------- | ----------- |
| Zlatá medaile    | Petr Dlask      | 56:50 min   |
| Stříbrná medaile | Martin Bína     | + 00:36 min |
| Bronzová medaile | Radomír Šimůnek | + 00:56 min |
| 4                | Kamil Ausbuher  | + 00:55 min |
| 5                | Zdeněk Štybar   | + 01:43 min |
| 6                | Zdeněk Mlynář   | + 01:47 min |